# Medúza (X-akták)
A nyolcadik évad 12. epizódja, összességében a sorozat 173. epizódja.

## Tartalom
Egy titkosrendőr Bostonban egyedül vár a metróra. Hirtelen megjelenik egy gyanús férfi, aki a peronra ugrik. Végül is mindketten felszállnak egy szerelvényre, a rendőrtiszt előhúzza a pisztolyát, miközben a férfi gyalog indul felé hátulról. A metró hirtelen csikorogni kezd, szikrák törnek elő és a szerelvény megáll. Később mikor a közlekedés helyreáll és az utasok beszállnak a kocsiba, megtalálják a titkosrendőrt, akinek arcáról és bal karjáról hiányzik a hús.
Scully és Doggett ügynök az irányító központba érkeznek kivizsgálni az ügyet. Azonban Karras helyettes vezető és Bianco rendészhadnagy udvariatlanul fogadják őket. Mindketten türelmetlenül szeretnék, hogy az FBI gyorsan végezze a dolgát, a metró pedig öt órán belül újraindulhasson. Karras-t az is felbosszantja, hogy Scully fel akarja boncolni a testet. A boncolás után Scully-nak ötlete sincs, mi ölhette meg a férfit, a járványügyisek pedig semmilyen biológiai vagy vegyi anyagot nem találnak a metróban.
Scully-t és Doggett-et hamar bemutatják egy kutatócsoportnak, amely a metróba fog lemenni kivizsgálni az esetet. A csoport további tagjai még Steven Melnick, tervező mérnök és Dr. Hellura Lyle járványügyi alkalmazott, a kórokozók szakértője. Scully azonban úgy dönt, jobb ha Doggett az ő szemeként és füleként fog működni, miközben ő a helyzetet elemzi fent az utasirányító központban. Kamerákat és mikrofonokat használnak, mert látni és hallani akarja mi történik. A terv elkészítése után a csapat, Doggett vezetésével, lemegy az alagútba.
Időközben az alagútban Melnick égető érzést tapasztal a tarkóján, ami kémia anyag szivárgására utal. A közeli pocsolyából vett minta semmilyen veszélyre nem utal: az csak sós víz. Melnick megemlíti, hogy az alagút a kikötő mentén halad és néhány helyen időről-időre beszivárog a tengervíz. Haladnak előre és a csapat egy elhagyott szakaszt talál az alagútban. Az alagútból vicsorogva előtör egy férfi és leüti Doggett-et: ő a gyanúsított személy, jól megtermett személynek látszik. Állapotából kiderül, hogy nem ő ölte meg a férfit és lehet, hogy valójában ő a fertőzés forrása. Miközben körbenéznek, a csapat felfedez három műanyagba csomagolt testet, hátborzongató sérülésekkel. Hamarosan tisztázódik, hogy valaki a metróban el akarta titkolni a problémát.
Lyle meglát egy ismeretlen személyt, aki futva távolodik tőlük, a csapat pedig követi. Mikor a csapat eléri a helyet, ahol a szerelvény megállt, Melnick keservesen sírni kezd. Látható elektromos villanások kezdik pusztítani a bőrét a bal karján. Scully azt javasolja Doggett-nek, hogy öntsön rá vizet, az megállítja a villanásokat. Lyle a csúnyán megsérült Melnick-et a felszínre viszi, Doggett tovább folytatja a kutatást Bianco-val. Mikor Melnick visszatér a felszínre, úgy tűnik rosszabbodik az állapota, de Lyle egészségesnek tűnik. Scully ekkor veszi észre, hogy a három testet elvitték, de nem a járványügy emberei. Mikor Scully szembesíti ezzel Karras-t, ő azt mondja, hogy nem ő szervezte ezt meg. Scully közli Karras-sal, hogy ő már értesítette a járványügyet a testek összegyűjtéséről és azzal vádolja Karras-t, hogy el akarja tussolni a dolgot. Habár Karras próbálja letagadni a szerepét, végül is lehetővé teszi, hogy a testeket a valódi járványügyiekhez küldjék.
Vissza az alagútba, Doggett zöld fényt fedez fel Biancon a félhomályban, egy rég elhagyott állomáson. A hadnagyot nem engedi távozni. Bianco elrohan, ezzel Doggett-et az üldözésére kényszerítve. Doggett megtudja Scully-tól, hogy Karras eltervezte azt, hogy az utasok visszatérhessenek a peronokra, a forgalom pedig az ő engedélyével újra fog indulni, a veszély ellenére. A helyszínen talált különféle vízminták elemzése után, Scully találkozik Kai Bowe tengerbiológussal, aki elmagyarázza neki, hogy a minta egy eddig ismeretlen tengeri lényt tartalmaz, amelyet medúzának neveznek, kalciumból épül fel és fényt bocsát ki. Azonban Bowe nem tudja, hogy az elektromos reakciók miért történnek. Mikor Doggett rátalál a sebesült Bianco-ra, az egyre súlyosabb állapotba kerül. Doggett a hátán viszi tovább Bianco-t az alagúton keresztül. Hamarosan találkoznak egy fiúval, akin semmi jele sincs a világító zöld anyagnak. Scully felismeri, hogy az izzadás váltja ki az elektromos hatást, mivel abban kalciumionok találhatók, amelyek vezetik az elektromos áramot. A gyermek izzadságmirigyei még nem olyan fejlettek, így a medúzák nincsenek hatással rá. Doggett követi a fiút a szivárgás fő forrásáig, ahol az összes fal zölden világít. Hirtelen a csoport felé közelít egy érkező szerelvény - Karras engedélyt adott az utasforgalom folytatására. Doggett Bianco fegyverét használva rálő a szerelvényre, amely érintkezik a vízzel, megölve ezzel a medúzákat, és megakadályozza azok jövőbeni elterjedését.
Később Scully meglátogatja a kórházban Doggett-et. Elmondja neki, hogy Bianco és Melnick plasztikai műtéten esett át, a fiút szociális felügyelet alá helyezték, és hogy Karras ellen nem emelnek vádat, mivel a szerelvény elektromos hatása elpusztította a medúzák nyomát az alagútban.